# Paul Fejos
Pál Fejős (27 de gener de 1897 - 23 d'abril de 1963), conegut professionalment com a Paul Fejos, va ser un director hongarès-estatunidenc de llargmetratges i documentals que van treballar en diversos països, inclosos els Estats Units. També va estudiar medicina en la seva joventut i es va convertir en un antropòleg destacat més tard. Durant la Primera Guerra Mundial, Fejos va treballar com a encarregat mèdic de l'exèrcit imperial austríac al front italià i també va gestionar un teatre que actuava per a les tropes. Després de la guerra, va tornar a Budapest i finalment va treballar per a la productora Orient-Film. Va començar a dirigir pel·lícules el 1919 o el 1920 per als estudis Mobil d'Hongria fins que va escapar el 1923 per fugir del terror blanc i del règim de Horthy. Va anar a la ciutat de Nova York i, finalment, a Hollywood, on va començar la producció del seu primer llargmetratge estatunidenc, The Last Moment, l'octubre de 1927. La pel·lícula va demostrar ser popular, cosa que li va permetre signar amb Universal Studios. Després d'altres pel·lícules d'èxit, Fejos va deixar Amèrica el 1931 per dirigir pel·lícules sonores a França. El 1941, va deixar de fer pel·lícules tot junts i es va convertir en el director d'investigació i el cap interí del Viking Fund.

## Primers anys
Fejos va néixer a Budapest, Hongria, com a Pál Fejős dels pares Desiré Fejős i la seva dona Aurora (née Novelly). Tenia una germana gran, Olga Fejős. Com molts directors de cinema, Fejos va exagerar o inventar mites durant grans porcions de la història de la seva vida i, segons ell, el seu pare era capità dels Hússars i la seva mare era una dama de honor de la Emperadriu Austrohongaresa. A més, Fejos es va imaginar en la seva joventut com a funcionari de l'Cort Imperial. La veritat és que la família de la mare de Fejos es va originar a Itàlia, però sí que tenia un origen aristocràtic, mentre que el pare de Fejos era farmacèutic a Dunaföldvár. Poc abans de néixer Fejos, el seu pare va vendre el seu negoci i va traslladar la família a Budapest per comprar-hi una botiga. Desiré va morir d'un atac de cor abans de comprar la nova botiga. Aleshores, Paul va ser criat per la seva mare a casa dels seus avis. De nen, es deia que Fejos era un estudiant intel·ligent i que li agradaven les pel·lícules des de petit. Va ser enviat a una escola dirigida per escolapis a Veszprém i més tard a una escola a Kecskemét. Finalment va estudiar medicina i, el 1921 es va llicenciar a la Universitat Reial Mèdica Hongaresa de Budapest. El 1914, Fejos es va casar amb Mara Jankowsky. La Primera Guerra Mundial va començar poc després i Fejos va treballar com a infermer a l'Exèrcit Imperial Austríac a les primeres línies italianes. Durant la guerra també va gestionar un teatre que actuava per a les tropes. Alguns mites addicionals sobre la vida de Fejos van sorgir un any més tard que ell era oficial dels Hússars, va ser ferit tres vegades i que va ser la primera persona a pilotar un avió de combat. Després de la guerra, Fejos va tornar a Budapest. Va començar a treballar com a pintor d'escenaris per a una companyia d'òpera i, finalment, per a la productora Orient-Film. Ell i Mara es van divorciar el 1921, suposadament a causa de la gelosia irracional de Fejos.

## Carrera cinematogràfica inicial
Fejos va començar a dirigir pel·lícules el 1919 o el 1920 per a Mobil Studios a Hongria. Les seves primeres pel·lícules mudes inclouen Pán, una fantasia basada en el personatge mitològic; El crim de Lord Arthur Savile, basat en una obra de teatre d'Oscar Wilde; The Black Captain, una pel·lícula sobre la corrupció policial a la ciutat de Nova York; The Last of Arsène Lupin, un remake de la popular pel·lícula en sèrie nord-americana; i The Queen of Spades, basada en la novel·la d'Aleksandr Puixkin. Fejos sempre va veure el cinema més proper a la pintura que al teatre i es va preocupar més pels temes de la llum i l'ombra que la història. També va afirmar en aquell moment que no es faria cap gran pel·lícula fins que no es pogués rodar en color.
Igual que els destacats cineastes hongaresos Michael Curtiz i Alexander Korda, Fejos va abandonar Hongria el 1923 per fugir del Terror Blanc i del règim de Horthy. Fejos va viatjar primer a Viena, on Max Reinhardt li va donar la benvinguda breument. Fejos es va dirigir a Berlín i va treballar com a figurant a Els Nibelungs de Fritz Lang. Fejos es va traslladar a París i va posar en escena una producció sense èxit de L'Homme, l'obra d'avantguarda de Walter Hasenclever. L'octubre de 1923, Fejos va emigrar als Estats Units. Va arribar a la ciutat de Nova York sense diners i parlant poc anglès, però va aconseguir diverses feines mal pagades a les funeràries i les fàbriques de pianos. El seu anglès va millorar i, a la primavera de 1924, Fejos va aconseguir una feina com a tècnic de laboratori al Rockefeller Institute for Medical Research. Guanyava 80 dòlars a la setmana i hi va estar treballant durant dos anys. El 1925 es va casar amb una companya de feina, Mimosa Pfalz, però el matrimoni va durar només trenta dies. Mentre vivia a Nova York, Fejos va aconseguir una feina al teatre com a assessor tècnic assegurant l'atmosfera hongaresa d'una adaptació de The Glass Slipper de Ferenc Molnár. A la primavera de 1926, Fejos va gastar els estalvis de tota la seva vida de 45 $ en un Buick antic per traslladar-se a Los Angeles i seguir una carrera cinematogràfica a Hollywood.

## Carrera a Hollywood
Quan va arribar a Hollywood, Fejos va aconseguir alguns treballs estranys treballant en guions. De vegades sobrevivia fent autostop a Pasadena i robant taronges dels horts. En un dels seus viatges d'autostop, Fejos va ser recollit per Edward Spitz, un jove i ric novaiorquès que s'havia traslladat recentment a Hollywood amb l'ambició de produir pel·lícules. Fejos va explicar a Spitz la seva carrera cinematogràfica a Hongria i el va convèncer perquè financés un llargmetratge. Spitz va acceptar i va donar a Fejos 5.000 dòlars, que era aproximadament l'1 per cent del pressupost mitjà de la pel·lícula en aquell moment. L'octubre de 1927, Fejos va començar la producció del seu primer llargmetratge estatunidenc. Va convèncer amics actors perquè apareguessin a la pel·lícula de forma gratuïta, prometent una compensació si la pel·lícula tenia èxit, entre ells Georgia Hale, la coprotagonista freqüent de Charlie Chaplin, quan guanyava 5.000 dòlars setmanals. Fejos va llogar espai d'estudi per minuts en lloc de per dies i va contractar Leon Shamroy, un càmera sense experiència. Fejos va utilitzar conjunts d'altres pel·lícules i va canviar el guió quan calia per a la configuració. Quan els actors o escenografies no estaven disponibles, Fejos va filmar primers plans de mans, peus, cotxes o qualsevol altra cosa que considerava interessant. Va obtenir pel·lícules gratuïtes de l'empresa DuPont, que intentava competir amb les companyies més consolidades Kodak i Agfa.
El projecte acabat, The Last Moment, va trigar 28 dies a rodar-se. Era protagonitzat per Otto Matieson com un home que es va suïcidar ofegant-se que recorda en flashbacks els esdeveniments de la seva vida que van conduir a la seva mort. La pel·lícula muda de set rodets no contenia cap targeta de títol. Actualment és una pel·lícula perduda, però una revisió la descriu com a "tovalloletes vertiginoses, múltiples superposicions i moviments de càmera vertiginosos". Llançada el 1928, The Last Moment va rebre crítiques favorables i va ser un èxit financer. Charlie Chaplin la va elogiar i l'escriptora Tamar Lane la va qualificar de "una de les pel·lícules més notables que s'han presentat mai a la pantalla". Amb l'èxit de la pel·lícula i l'estatus de celebritat de Fejos d’un dia per l’altre, els grans estudis van competir de sobte perquè l'antic vagabund signés contractes amb ells. Es va establir amb Universal Studios perquè el seu contracte li oferia un control artístic complet.
El 1928, Fejos va començar ràpidament la producció de la seva següent i més coneguda pel·lícula, Lonesome, a partir d'un guió de Edward T. Lowe Jr. i Tom Reed basat en un article de diari sobre la solitud a les ciutats americanes modernes. Carl Laemmle Jr. va produir la pel·lícula. Els actors Glenn Tryon i Barbara Kent interpreten dos novaiorquesos solitaris que viuen en apartaments contigus desconeguts entre ells. Es troben per casualitat a Coney Island i comencen un romanç, però es perden fins que finalment es retroben al seu edifici. La pel·lícula estava entintada a mà i amb una plantilla de colors en molts punts, cosa que la feia ja visualment distintiva. Després que Lonesome es va estrenar com a pel·lícula muda a mitjans de juny de 1928, Universal va agafar en préstec un camió de gravació de Movietone News de Fox Film. Amb l'excusa de fer proves de so (els seus propis escenaris de so no estarien a punt fins a finals d'octubre), Universal va enregistrar de pressa escenes de "talkie" per a la pel·lícula i va sincronitzar partitures de música i efectes d'un recentment contractat director musical Joseph Cherniavsky. Lonesome va ser la primera de les tres pel·lícules ja acabades a les quals Universal va afegir so, sense cap intervenció de Fejos sobre les seqüències de diàlegs. Aquesta nova versió de la pel·lícula es va estrenar el 20 de setembre de 1928. (Després d'aquesta primera fase feta precipitadament, Universal va continuar utilitzant l'equip de Fox per fer la seva primera pel·lícula sonora, Melody of Love, que també és el primer musical de pel·lícula, en menys de dues setmanes. Això va fer que un grup de Fox, indignat i enfadat, recuperés el seu camió de so d'Universal.) Lonesome va ser un altre èxit de taquilla per Fejos i la fama de la pel·lícula ha anat creixent al llarg dels anys. El cineasta francès Georges Sadoul el va dir precursor del neorealisme. El crític de cinema Jonathan Rosenbaum va elogiar a Lonesome i va comparar Fejos amb F. W. Murnau, Fritz Lang, Serguei Eisenstein i Vsévolod Pudovkin. Andrew Sarris va anomenar Lonesome "una tendra història d'amor en els seus passatges muts...[però] crua, maldestre i tediosa en els seus passatges sonors." Charles Higham va afirmar que, tot i que "el seu estil visual, inicialment atractiu, es converteix en una successió monòtona de plans ocupats, que es dissolen els uns sobre els altres en una ràfega perpètua...[però] l'encant de les pel·lícules és real."
La tercera pel·lícula de Fejos a Hollywood, The Last Performance, va ser un altre èxit de taquilla el 1929 per a Universal Studios. En part sonora i en part silenciosa, la pel·lícula era protagonitzada per Conrad Veidt com un mag escènic que s'enamora de la seva assistent. Més tard aquell any, Fejos va començar la producció de la seva pel·lícula més gran i ambiciosa, Broadway, basada en l'exitosa producció escènica produïda per Jed Harris, George Abbott  i Philip Dunning. Fejos va rebre un pressupost d'un milió de dòlars, la major part del qual es va gastar en l'enorme conjunt de discoteca cubista i una grua de càmera de 28 tones que era la més gran i versàtil construïda en aquell moment. La pel·lícula va ser protagonitzada per Glenn Tryon i Evelyn Brent. La pel·lícula només va tenir un èxit modest, però Fejos la va considerar un fracàs. (William A. Seiter va fer una nova versió de Broadway el 1942.) El crític de cinema Miles Krueger va dir "les imatges del Paradise Club i l'enorme número musical ("Final en Technicolor)" de la pel·lícula de Fejos "s'han convertit en literatura bàsica de pantalla."
El 1930, Fejos es va convertir en ciutadà estatunidenc i va començar a filmar el musical Captain of the Guard (AKA Marsellaise). Durant el rodatge d'una ambiciosa seqüència amb més de 300 extres per representar l'assalt de la Bastilla, Fejos va caure d'una bastida alta i va patir una commoció cerebral. Va passar sis setmanes al llit recuperant-se. John S. Robertson va acabar la pel·lícula, i Fejos no va rebre cap crèdit a la pantalla.
Després va treballar a King of Jazz, on John Murray Anderson va rebre el crèdit oficial de direcció. Això va enfadar Fejos i va continuar quan Universal no el va deixar dirigir All Quiet on the Western Front. Fejos va trencar el seu contracte amb Universal i va signar amb Metro Goldwyn Mayer poc després. Això només va portar a Fejos a dirigir les versions en alemany i francès de The Big House.

## Carrera europea
El 1931, Fejos va abandonar Hollywood, acceptant una invitació de Pierre Braunberger per dirigir les primeres pel·lícules sonores a França. Fejos es va queixar a un periodista que Hollywood era massa comercial i com una droga per al públic. Els finals feliços de fantasia de Hollywood simplement van encegar els treballadors de les seves vides sense esperança, va dir. "Si les sales de cinema es tanquessin de sobte a Amèrica, hi hauria una revolució", va afegir Fejos, però que, a Europa, esperava "pel·lícules fetes en nom de l'art". La seva carrera a França va ser de curta durada, començant amb la supervisió l'any 1931 de L'Amour à l'américaine de Claude Heymann. Fejos llavors va fer l'ambiciosa  Fantômas, un remake de la famosa sèrie feta per Louis Feuillade als anys 1910.
El 1932, Fejos va tornar a Hongria per dirigir Tavaszi Zápor, que alguns crítics de cinema han qualificat com la seva millor pel·lícula. És protagonitzada per Annabella com una noia jove, Marie, que és seduïda i abandonada amb un nen. Mor en la pobresa només per trobar-se havent de fregar els pisos al cel. Abocant el seu cubell de rentat, crea una tempesta de pluja que impedeix que la seva filla en creixement repeteixi els errors de la Marie.
Jonathan Rosenbaum va elogiar la pel·lícula. Sembla que deu molt a Lonesome amb les escenes de la ciutat i dels parcs d'atraccions a Sunrise, també té il·luminació nocturna i sensualitat en la seducció de Marie, així com una conseqüència musical misteriosa, que recorda certes escenes nocturnes rústiques a Sunrise. A diferència del determinisme de les composicions i els moviments de càmera de Murnau, la distància antropològica i els encapsulaments de contes de fades de Fejos impliquen una relació diferent amb el seus personatges. El ràpid tall entre detalls en un prostíbul, que transmet la confusió de Marie abans de desmaiar-se, fomenta la identificació amb les sensacions, no amb els pensaments o els sentiments. La bellesa de l'actuació d'Annabella i un tema de violí i clarinet també ajuden a passar per alt alguns dels aspectes més reductors de la llegenda popular que defineixen les dimensions de la pel·lícula.
Després d'haver-se enamorat d'Annabella, Fejos sembla que va volar en un petit avió sobre el seu tren de tornada a França i el va ruixar amb roses. L'amic de Fejos, John W. Dodds, ha afirmat que "cada cop que [Fejos] es traslladava a un altre país, va ser a causa d'una història d'amor que s'acabava". Fejos va passar els anys següents per diferents països europeus, sovint amb els seus col·laboradors freqüents Lothar Wolff, el seu ajudant de direcció, i Ferenc Farkas, el seu compositor. Itél a Balaton l'any 1932 va ser la segona pel·lícula hongaresa de Fejos. Inclou precioses imatges documentals de pescadors locals i la seva vida quotidiana. La pel·lícula va ser molt criticada a Hongria, però, per la seva representació del pescador i acusada de fanatisme contra la vida del poble.
El 1933, Fejos es va traslladar a Àustria i va fer Sonnenstrahl, de nou protagonitzada per Annabella. La pel·lícula es va centrar en l'atur i la pobresa a l'Àustria posterior a la Primera Guerra Mundial i va ser elogiada pels crítics com "la cimera de l'art de Fejos a Europa... massa sovint ignorada per la crítica". Més tard aquell any, Fejos va fer la comèdia lleugera Frühlingstimmen (Spring Voices).
El 1934, Fejos es va traslladar a Dinamarca i va fer tres pel·lícules per a la companyia Nordisk Film: Flugten fra millionerne, una comèdia lleugera el 1934; Fange Nr. 1, una farsa del 1935 sobre un món on no hi ha presoners ni policies; i Det Gyldne Smil, una adaptació el 1935 de la història del dramaturg Kaj Munk sobre la relació entre l'art i la vida.

## Carrera com a cineasta etnogràfic
El 1935, Fejos s'havia cansat de les pel·lícules narratives i de les seves escenografies i històries poc autèntiques. Nordisk Film el va enviar a buscar llocs de rodatge a Madagascar. Fejos estimava tant el país que es va quedar nou mesos. Va filmar més de 30.000 peus d'imatges d'animals, plantes, societats tribals i costums locals, tot això inutilitzable per a una funció cinematogràfica. També va recollir molts artefactes i finalment els va donar a la Reial Societat Geogràfica Danesa. Al retorn de Fejos a Dinamarca, Gunnar Skoglund de Svensk Filmindustri va veure el metratge de Madagascar i va encarregar una sèrie de sis documentals curts estrenats entre 1935 i 1936. Aquestes pel·lícules incloïen Horitzons negres (Svarta Horisonter), Els ballarins d'Esira, Saló de bellesa a la selva, L'arbre més útil del món, El mar del diable i Les tombes del nostre pare. El 1936, Fejos es va casar amb Inga Arvad, una periodista danesa destacada per ser convidada d'Adolf Hitler als Jocs Olímpics d'Estiu de 1936 i per una relació romàntica amb John F. Kennedy. Arvad va aparèixer a Flight of the million i els dos van romandre casats fins al 1942.
Inspirat per la seva recent passió per les cultures i la història, Fejos va estudiar antropologia cultural el 1936 al Museu de Copenhaguen. Svensk Filmindustri va encarregar a Fejos la realització d'una sèrie de pel·lícules etnogràfiques de 1937 a 1938 a països com Indonèsia, Filipines, Nova Guinea, Ceilan i Tailàndia. Aquestes pel·lícules inclouen En Handfull Ris, Man och Kvinna, Stammen lever än, Bambuåldern på Mentawei, Hövdingens son är död, Draken på Komodo i Byn vid den trivsamma fountain.
Tornant el 1938 del rodatge a Tailàndia, Fejos va conèixer l'industrial suec Axel Wenner-Gren. Es van fer amics ràpids i Wenner-Gren va canviar la vida de Fejos tal com ho va fer Edward Spitz una dècada abans. Wenner-Gren va acceptar finançar a finals de 1939 una expedició de Fejos al Perú. A Cusco un frare franciscà va parlar a Fejos d'una llegendària ciutat perduda en algun lloc de la selva. Fejos immediatament es va posar en contacte amb Wenner-Gren, que va acceptar donar finançament addicional per a l'expedició. El cineasta va descobrir 18 antigues ciutats Inques i va viatjar fins a la capçalera del riu Amazones. Fejos va passar un any al Perú estudiant la cultura i filmant la tribu Yagua. La investigació va donar lloc a la darrera sèrie de pel·lícules de Fejos, Yagua, estrenada els anys 1940 i 1941. També va donar lloc a la publicació el 1943 de Ethnology of the Yagua per la Sèrie de Publicacions del Viking Fund en Antropologia.

## Carrera com a antropòleg i darrers anys
El 1941, Fejos va deixar de viatjar i fer pel·lícules per esdevenir alhora el director d'investigació i el cap interí del Viking Fund, una fundació sense ànim de lucre amb seu a la ciutat de Nova York que Wenner-Gren va crear aquell any (i més tard va rebatejar com a Fundació Wenner-Gren per a la Recerca Antropològica). Fejos es va fer molt respectat en el seu camp i es va considerar avançat al seu temps per demanar comunicació entre diverses branques de l'antropologia. Fejos va ensenyar durant aquest temps a les universitats de Stanford, Yale i Columbia.
El 1958, Fejos es va casar amb l'antropòloga Lita Binns. El va succeir com a directora d'investigació de la Fundació Wenner-Gren després de la seva mort el 23 d'abril de 1963. "Fejos tenia el temperament d'un artista més que no pas un erudit o investigador científic", va escriure David Bidney en un obituari. Fejos "va donar suport no només a projectes d'investigació (,) sinó també, i sobretot, a persones en qui confiava i considerava dignes de suport... El seu suport personal a Pierre Teilhard de Chardin durant els últims anys de la vida d'aquest excèntric geni és només un exemple destacat... (Fejos) deixa enrere la Fundació Wenner-Gren per a la Recerca Antropològica que va construir, un grup internacional d'amics als quals va ajudar i una dona a qui estimava i apreciava."

## Filmografia selecta
- Lidércnyomás (1920)
- Egri csillagok (1923)
- The Last Moment (1928, pel·lícula perduda)
- Lonesome (1928)
- Broadway (1929)
- The Last Performance (1929)
- The Big House (1930, versions alemanya i francesa)
- Captain of the Guard (1930 sense acreditar)
- Men Behind Bars (1931)
- L'Amour à l'américaine (1931)
- Fantômas (1932)
- Tavaszi Zápor (1932)
- Itél a Balaton (1932)
- Frühlingstimmen (1933)
- Flugten fra millionerne (1934)
- Det Gyldne Smil (1935)
- Fange Nr. 1 (1935)
- Svarta horisonter (1936, sèrie de sis curts documentals)
- Stammen lever än (1937
- Bambuåldern på Mantaivei (1937)
- Hövdingens son är död (1937)
- Draken på Komodo (1937)
- Byn vid den trivsamma brunnen (1937)
- Tambora (1938)
- Att segla är nödvändigt (1938)
- En handfull ris (1938)
- Man och kvinna (1939)
- Yagua (1941)